# CBCテレビ
株式会社CBCテレビ（シービーシーテレビ、英: CBC TELEVISION CO.,LTD.）は、中部日本放送（CBC）の子会社で、中京広域圏（東海3県）を放送対象地域として、テレビジョン放送を行う特定地上基幹放送事業者。愛知県名古屋市中区に本社を置く在名テレビジョン放送局。

## 概要
元々、「CBCテレビ」の名は1951年9月1日にラジオ放送を開始した日本初の民間放送局である中部日本放送（CBC）が1956年12月1日にテレビ放送を開始し、ラテ兼営化（その後2013年4月1日にラジオ分社化で逆にテレビ単営化）以来、CBCのテレビ放送部門の通称として使われてきた。
2014年4月1日には、認定放送持株会社に移行するCBC本体からテレビ放送事業を分割・承継する形で現在の「株式会社CBCテレビ」が発足、同時に日本民間放送連盟（民放連）にも加盟した（同時にCBC本社は民放連から退会）。
本社はCBC本社内に置いており、CBCの略称も本社・当社・ラジオで共用している。
TBSテレビをキー局とするJNNの基幹局（5社連盟）で、その例に漏れず中京広域圏のGガイドホスト局でもある（論理Ch.258）。GCNコードは1029。
呼出符号はJOGX-DTV（名古屋 18ch / 3 kW）、リモコンキーIDはTBSテレビ系列で唯一の「5」。

## 沿革
全体の沿革は中部日本放送#沿革を参照。
- 2013年（平成25年）5月10日 - 「CBCテレビ分割準備株式会社」として設立[5]。
- 2014年（平成26年）4月1日 - CBC本体からテレビ放送事業を分割・承継し業務開始。同時に「株式会社CBCテレビ」に社名変更したため在名テレビ局全局の局名に「テレビ」がついた[5]。
- 2019年（令和元年）5月 - 愛知県内の民放テレビ4局（東海テレビ、名古屋テレビ、中京テレビ）との間で災害時におけるヘリコプター共同取材の協定を締結[7]。
- 2020年（令和2年）3月27日 - 在名4局（東海テレビ、中京テレビ、テレビ愛知）と共同で在名民放局共同配信サービス『Locipo』開始[8]。

## テレビネットワークの移り変わり
- 1956年（昭和31年）12月1日 - テレビ放送開始。日本テレビ（NTV）・ラジオ東京（KRT：東京放送を経て現在のTBSテレビ）とクロスネットを結ぶ。
- 1958年（昭和33年）12月25日 - 同局と同じ中部日本新聞社（現：中日新聞社）資本の東海テレビ（THK）が開局。2社の番組を分け合うようになる。
- 1959年（昭和34年）8月1日 - ニュースネットワーク・JNNに加盟。KRTフルネット局への第一歩を印（しる）す。この年日本教育テレビ（NET：全国朝日放送を経て現在のテレビ朝日）制作による学校放送のネットを開始。
- 1960年（昭和35年）2月1日 - 4社連盟（現在の5社連盟）に加入。東海テレビと相互交換したことにより番組もKRTフルネット局となる。日本テレビの番組が姿を消す。
- 1964年（昭和39年）4月1日 - NET制作のワイドショー番組『モーニングショー』が放送開始されるが当時はNETの教育番組との判断から本来のネット局・名古屋放送（NBN：現名古屋テレビ放送=メ〜テレ）がありながら、本局がネットしていた。半年後名古屋放送へ移行。
- 1967年（昭和42年）6月26日 - 民間放送教育協会（民教協）に加盟[9]。
- 1974年（昭和49年）4月1日 - 名古屋放送の加盟により民教協を脱退[10]。TBSテレビ系列以外の番組が基本的に姿を消す。
- 1975年（昭和50年）3月31日 - 五社連盟の近畿広域圏加盟局が朝日放送（ABC：現朝日放送テレビ）から毎日放送（MBS）に変更。近畿発全国ネットがこの日から同局となる[注釈 2]。
- 1983年（昭和58年）9月1日 - テレビ愛知（TVA）が開局。TVAが開局するまでは、東京12チャンネル（TX：現テレビ東京）の番組の一部が番組販売の形で放送されていた。

## テレビチャンネル

### 地上デジタル放送

#### リモコンキーID

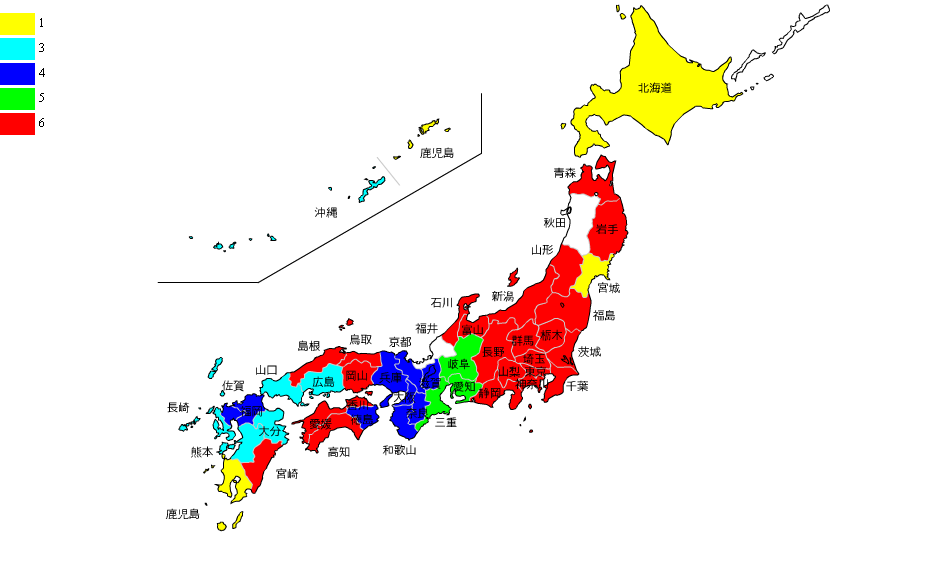
JNN系列のリモコンキーID地図

東海3県では「CBC＝5チャンネル」が浸透しているため、アナログ放送親局が5chのTBSテレビ系列局の中では唯一、デジタル放送のリモコンキーIDにも「5」を引き継いでいる。テレビ中継車のナンバーも「5」を取得している。
この影響でテレビ朝日合わせの「5」を希望していた同系列の名古屋テレビ放送（愛称・メ〜テレ）には朝日放送テレビ（ABCテレビ）や北海道テレビ放送（HTB）と同じ「6」が割り当てられた。「5」は、テレビ朝日とその系列局が使う例が多く、テレビ朝日系列以外でリモコンキーID「5」を使うのはCBCテレビのほかには、日本テレビ系列の札幌テレビ放送（STV）と福岡放送（FBS）、独立局の京都放送（呼称・KBS京都）とテレビ和歌山（WTV）がある。STVもCBCテレビ同様アナログ放送の札幌本社は5chで、HTBはこれが原因でIDが「6」になった。
なおTBSテレビ系列のリモコンキーIDは他には、北海道放送（HBC）、東北放送（TBC）、南日本放送（MBC）が「1」、中国放送（RCC）、テレビ山口（tys）、長崎放送（NBC）、熊本放送 （RKK）、大分放送（OBS）、琉球放送（RBC）が「3」、毎日放送（MBS）、RKB毎日放送（RKB）が「4」、アナログ6chだったキー局TBSテレビをはじめ、IBC岩手放送（IBC）、北陸放送（MRO）など系列16局が「6」となっている。
同じ理由でGガイドの論理チャンネルも全ホスト局で唯一の「258」である。

#### 親局
- 名古屋[11]
  - コールサイン - JOGX-DTV[注釈 1]
  - コールネーム - CBCデジタルテレビジョン
  - 送信所 - 愛知県瀬戸市幡中町（瀬戸デジタルタワー）
  - 出力 - 3kW
  - 物理チャンネル - 18ch
  - 3桁 - 051、052、053、258（Gガイド）、651（ワンセグ）

#### 中継局
愛知県
- 豊橋 16ch 10W
- 田原 16ch 3W（垂直偏波）
- 鳳来大野 18ch 300 mW
- 二川 16ch 300 mW
- 稲武東 16ch 50 mW
- 稲武西 18ch 10 mW
- 幡豆 41ch 300 mW（垂直偏波）
- 本宿 39ch 50 mW
- 赤羽根 36ch 300 mW

岐阜県
- 中濃 16ch 10W
- 中津川 16ch 20W
- 長良 16ch 2W
- 高山 16ch 20W
- 土岐南 16ch 3W
- 下呂 16ch 3W
- 郡上八幡 16ch 10W
- 神岡 16ch 1W
- 流葉 18ch 300 mW
- 坂下 18ch 1W
- 付知 18ch 1W
- 明智 18ch 1W
- 多治見 16ch 1W（垂直偏波）
- 土岐北 16ch 300 mW（垂直偏波）
- 瑞浪 16ch 1W
- 加子母 16ch 300 mW
- 中野方 16ch 300 mW
- 白鳥 18ch 1W
- 芥見 16ch 1W
- 各務原鵜沼 18ch 50 mW
- 多治見姫 16ch 50 mW（垂直偏波）
- 鵜沼宝積寺 40ch 50 mW

三重県
- 伊勢 16ch 100W
- 名張 18ch 10W
- 尾鷲 16ch 10W
- 熊野 18ch 3W
- 磯部 18ch 1W
- 鳥羽 18ch 1W
- 伊賀 18ch 3W
- 南勢 18ch 1W
- 北勢 18ch 3W
- 紀宝成川 18ch 300 mW
- 紀宝神ノ内 35ch 300 mW

出典

### 地上アナログ放送
2011年7月24日停波時点

#### 親局
- 名古屋
  - コールサイン - JOAR-TV JOAR-TAM JOAR-TCM[注釈 1]
  - 送信所 - 愛知県名古屋市中区栄 久屋大通公園内（名古屋テレビ塔）
  - チャンネル - 5ch
  - 映像出力 - 10 kW
  - 音声出力 - 2.5 kW

※国内で最初に5chが使用された送信所である。

#### 中継局
愛知県
- 蒲郡田原（蔵王山） 36ch（垂直偏波）
- 豊田九久平 42ch
- 知多南粕谷 42ch
- 鳳来大野 43ch
- 小牧桃花台 43ch（垂直偏波）
- 豊田稲武西 44ch
- 鳳来長篠 45ch
- 豊橋二川 45ch
- 豊田稲武東 55ch
- 豊田 55ch（垂直偏波）
- 瀬戸下半田川 55ch
- 美浜河和 55ch
- 鳳来大野北 61ch
- 豊橋（本宮山）62ch

岐阜県
- 高山・飛騨古川 6ch
- 郡上 8ch
- 中津川・恵那（保古山）8ch（垂直偏波）
- 下呂 10ch
- 中津川加子母 27ch
- 土岐南 34ch
- 恵那中野方 53ch
- 多治見 53ch（垂直偏波）
- 瑞浪 53ch
- 土岐駄知 53ch（垂直偏波）
- 飛騨神岡流葉 54ch（垂直偏波）
- 土岐北 54ch（垂直偏波）
- 多治見平和 54ch
- 岐阜長良 55ch
- 飛騨神岡 56ch
- 各務原尾崎 57ch
- 中津川付知 57ch
- 岐阜大洞緑 57ch
- 恵那明智 60ch
- 中濃（関市）62ch

三重県
- 熊野 5ch（垂直偏波。親局と同一周波数）
- 尾鷲 6ch
- 鳥羽 10ch（垂直偏波）
- 紀宝成川 24ch
- 志摩大王船越北 38ch
- 志摩大王船越南 39ch（垂直偏波）
- 志摩磯部 45ch
- 亀山関町 48ch（垂直偏波）
- 伊勢 55ch
- 大紀大宮藤 57ch
- 紀北紀伊長島十須 57ch
- 名張 60ch
- 南伊勢南勢 60ch
- 紀宝神ノ内 60ch
- いなべ北勢 62ch

### 区域外再放送
現在では長野県の泰阜村コミュニケーションネットワークで区域外再放送をしている。
廃止
- 長野県
  - コミュニケーションネットワーク阿南

## 新聞ラテ欄における局名表記
全国紙・地方紙問わず、中京広域圏で購読されている全ての新聞ラテ欄では「中部日本放送」ではなく「CBCラジオ」および「CBCテレビ」という表記である。
読売新聞の京都府版、奈良県版、和歌山県版の統合版のラジオ欄では「CBC 中日」、朝日新聞大阪本社版のラジオ欄では「（上段）CBC（下段）ラジオ CBC」、毎日新聞大阪本社版では1997年（平成9年）頃まで「中日テレビ」（ラジオについては「CBC 中部日本」）と表記されている。京都新聞も「中日テレビ」と表記している。その他、静岡新聞にもCBCラジオの番組欄を極小サイズで掲載している。またテレビ・ラジオとも単に「CBC」と表記される新聞もある。

### 中日新聞における表記
元々、中部日本新聞ではテレビ開局時から1960年（昭和35年）頃までは「CBCテレビ」、その後は「中部日本テレビ」と表記していた。1965年（昭和40年）、中部日本新聞が中日新聞に改題された際、同時に「中日テレビ」に変更された。CBCの事実上の創業者である小嶋源作（社長・会長を歴任）は古巣の中日新聞社へ乗り込み異を唱え、遂には与良ヱ社長へ「CBC」に表記を改めるべく直談判に及んだが、「電波媒体を持たない新聞は翼のない鳥のようなもの」を口癖にしていた与良と、JNN基幹局として「新聞と放送は別個の物」をモットーに経営していた小嶋との溝は埋まらず、与良は一蹴して物別れに終わった。このとき小嶋は「将来当社は『CBC』に商号変更することもあり得る。」と詰め寄ったという。以降平行線のまま推移し、1969年にようやく「CBC 中日」に改められた。しかし、地上デジタル放送開局を控えた2003年（平成15年）、テレビ開局時の「CBCテレビ」に再び表記が改められ、現在に至っている。なお、中日スポーツは従来通り「CBC中日」（ラジオは「中日 CBCラジオ」）として表記されていたが、2014年（平成26年）4月1日付から「CBCテレビ」（ラジオは変わらず）の表記に変更された。

## スタジオ

### CBC放送センター
CBC会館の裏にある敷地で1998年（平成10年）に竣工した。主調整室もこちらに置かれている。隣接地の買収が行われ2016年（平成28年）に増築し完成した。なお、放送センターのスタジオ群は基本的に生放送中心の運用となっており、収録系の番組はCBC会館のスタジオを使用している。
- Aスタジオ（約53坪）- 報道局に隣接したニュース用スタジオ。『チャント!』『CBCニュース』（『JNNニュース』『news23』『報道特集』『Nスタ』のローカル枠を含む）『THE TIME, CBC』（『THE TIME,』のエリア情報枠内）で使用。セット内のキャスターテーブル周りに『JNN』および『CBC』のロゴが取り付けられている。
- Bスタジオ（約81坪）- 『ゴゴスマ -GO GO!Smile!-』、『なるほどプレゼンター!花咲かタイムズ』『サンデードラゴンズ』など生番組中心に使用。スタジオにはベース部分となるセットが常設されており、3番組ではそれに取り付けるセットを建て替えて使用している。
- Kスタジオ（約11坪）- スポーツ中継の受けサブ及び顔出し用として使用。

### CBC会館
CBC会館にあったスタジオはCBC放送センターの稼働以降、主に収録用として使用されている。
- 第6スタジオ - 『ノブナガ』→『本能Z』などで使用。かつては昼の連続ドラマ枠（『ドラマ30』・『ひるドラ』）や『スジナシ』などでも使用。
- 第7スタジオ
- 第8スタジオ（CBCホール）- 観客席が常設されており、公開番組を中心に利用（テレビ・ラジオ共用）されている。

### 以前稼動していたスタジオ
- フロントスタジオ - 広小路通（愛知県道60号名古屋長久手線）に面したガラス張りのオープンスタジオ。1981年（昭和56年）の『ぱろぱろエブリデイ』開始時に設置された。面積は完成当時35坪だった。『ぱろぱろエブリデイ』の終了後は『CBCニュース』『CBCニュースワイド』の専用スタジオとなっていた（1987年（昭和62年）12月にCBC会館3階にニュースセンターが完成した後は一部時間帯の定時ニュースがニュースセンターから放送していた）が、1989年（平成元年）の『CBCニュース通り』開始に合わせて拡張工事を行い面積が55坪に拡張された。1990年（平成2年）以後は両番組と『ミックスパイください』など帯番組やニュースは殆どがこのスタジオから生放送されていた。そのため、副調整室はニュースセンターにあった。CBC放送センター稼働開始後はスタジオとしての機能を撤廃し、2003年（平成15年）4月4日に「CBCスタジオギャラリー」として改装・オープンし、絵画等の展示スペースに使われている[14]。

## 情報カメラ設置ポイント
- 愛知県 - 新栄・CBC放送センター（HD）、栄・テレビ塔（HD）、名古屋駅・広小路口付近（HD）、東名名古屋IC・東京方面、名古屋港、中部国際空港・スカイデッキ（HD）、田原市・伊良湖オーシャンリゾート、豊橋駅・東口
- 岐阜県 - 岐阜・長良川国際会議場付近、岐阜羽島インターチェンジ付近、高山・ホテルアソシア高山リゾート屋上
- 三重県 - 鳥羽・ミキモト真珠島付近、尾鷲・尾鷲港、四日市市

### 万博期間中のみ設置
- 愛知県 - 愛・地球博長久手会場・グローバル・ハウス北側、リニモ藤が丘駅、リニモ杁ヶ池公園駅（設置場所はアピタ長久手店[注釈 10]）

## 番組編成の特色
- 現在、基本的に日曜日も含めて終夜放送を行っている（かつては中京テレビ同様、マスターメンテナンスなどのため日曜日は終夜放送を行っていなかった）。ただし、日曜日に『UEFA欧州選手権』などのスポーツ番組を放送した場合は、翌日（月曜日）にメンテナンスを行うことがある。また、不定期に日曜日の深夜1時台・2時台で放送を終了することや、終夜放送をしない日が週2日になることもある。

### タレントの起用について
- 板東英二がかつて所属したオフィスメイワークと業務提携しているスターダストプロモーションや地理的に近い関係から、吉本興業とはパイプが太いことでも知られ自社制作番組に起用することが多い。特に板東とは中日ドラゴンズで活躍したころからの長年の付き合いがあり、野球解説者並びにタレントとしてゴールデンタイムの番組に起用するなど優遇していた。しかし、2012年に板東に所得隠し問題が浮上してからはいち早く板東が出演する番組の休止・打ち切りという対応に踏み切っていた（その後、板東は活動再開時に吉本興業に移籍し、2018年からはCBCラジオでレギュラー番組に復帰）。土曜日昼に放送の『よしもと新喜劇』や深夜番組の一部をMBSテレビからネットしている。その為、関西出身者でなくても関西の番組にある程度触れることができる。
- 近年はモーニング娘。などが所属するアップフロントプロモーション（旧：アップフロントエージェンシー）とも懇意である。
- また名古屋を拠点に活動するBOYS AND MEN、MAG!C☆PRINCEがレギュラー番組に出演する機会が多い。同じく名古屋を拠点に活動するアイドルユニットSKE48は在名民放のテレビ局の中では出演は比較的少ないが、ラジオにおいては、東京のメディアでも露出の少なかった頃からAKB48の冠番組を始める等、早期からAKB48グループと懇意である。
- 一方で、ジャニーズ事務所やホリプロの所属タレントはあまり起用しないことが多い。前者はBOYS AND MENやMAG!C☆PRINCEと競合する関係で所属タレントの起用がしづらく、後者についても前述のスターダストプロモーションやアップフロントプロモーションの所属タレントと競合する関係で起用しづらい面がある。但し、ジャニーズ事務所については『ゴゴスマ -GO GO!Smile!-』にA.B.C-Zの河合郁人が金曜レギュラーで出演しているほか、ホリプロについても『アクエリオンロゴス』の製作委員会に参加した実績があるため、CBCラジオで放送開始されたアニラジ番組においては地元出身のMay'nがゲスト出演する程度に留まっている。

### ドラマ
- 平日13:30からJNN系列で放送されていた昼ドラマ「ドラマ30」→「ひるドラ」は、大阪のMBSテレビと2カ月交代でドラマを制作。一時期、人材や予算の都合で東京支社の企画で外部のプロダクションに発注して制作されていた時期もあったが、1999年4月 - 同年5月に放送された『直子センセの診察日記』から名古屋での制作を再開。以降は一貫して名古屋のスタジオで収録されている。『キッズ・ウォー』などCBCテレビが制作した昼ドラマには、たむらプロに所属する俳優や女優が多く出演している。
- 「ドラマ30」終了以降は毎年秋（概ね9月下旬または10月上旬）にJNN系28局フルネットで放送されている「ドラマスペシャル」を制作・放送していたが、2018年の「それでも恋する」を最後に中断している[注釈 11]。
- この他、単発ドラマ枠だった時代の「東芝日曜劇場」や、腸捻転時代に放送されていた「近鉄金曜劇場」でもTBS系列の基幹局の一つとして制作に参加していた。

### テレビアニメ・特撮
テレビアニメ
- CBCテレビの自社製作テレビアニメ番組第1号は『みかん絵日記』。在名局としては名古屋テレビ放送（メ〜テレ）に続いて2番目である（後にテレビ愛知、東海テレビ、中京テレビも参入）。
  - 全日枠においては『星のカービィ』終了後は、ドラマ版『美少女戦士セーラームーン』や後述の「ウルトラシリーズ」制作局となった関係もあって自社製作アニメ番組は休止状態にある。
- TBSテレビや毎日放送では「ポケモンショック」を教訓に導入されたアニメ番組の冒頭で視聴上の注意テロップを一貫して出していないが、CBCテレビでは出している[注釈 12]。ただし、全国ネットのアニメの場合はCBCテレビ製作であっても出さない。
- CBCテレビ製作・TBSテレビ系全国ネットアニメの中には、つボイノリオが声優として出演している作品もあった。
- 深夜アニメに関しては、当初からCBCテレビでは完全終夜放送を行っている関係で深夜枠に余裕がない番組編成だったことから、基本的に平日深夜枠で空いていた放送枠に1日あたり1 - 2本程度放送されていた。現在のレギュラー放送は2019年7月期より放送開始された毎日放送制作の全国同時ネット枠（スーパーアニメイズム）のみとなっている。
  - CBCテレビの自社製作深夜アニメの第1号作品は『最終兵器彼女』。以降は『ウィッチブレイド』（TBSテレビ逆ネット第1号作品）、『ロミオ×ジュリエット』（CBCテレビ初のハイビジョン制作深夜アニメ番組かつ深夜アニメ番組初の番組連動データ放送）と新たな取り組みには積極的だった。『琴浦さん』終了後は長らく自社制作のテレビアニメ自体が休止状態となっていたが2021年4月期に『やくならマグカップも』（岐阜県多治見市が舞台）が放送。2023年以降はショートアニメの制作に参加するケースが増えている。
    - 系列他局との共同製作も実績があり、過去に毎日放送や北海道放送・東北放送・中国放送・RKB毎日放送と共同で深夜アニメを製作したこともある。ただし、TBSテレビとの共同製作は深夜アニメでは実績がなかった（全日帯では過去に毎日放送も加わった3局共同製作の実績あり）が、2024年の『変人のサラダボウル』（岐阜市が舞台）で初めてTBSと共同製作を行った。

  - TBSテレビ制作（アニメリコ）もしくは毎日放送制作（アニメイズム）のJNNネット番組は、2010年代初期までは遅れ幅に大きなばらつきが目立ったが、曜日ごとに深夜アニメ番組形態が集約されたことで最速局と同日ネットでの放送が可能となった。
    - 2016年10月期の番組改編よりTBSテレビ制作枠はネット本数が2本から1本に減少し、毎日放送制作のアニメイズム枠もB1枠のみのネットとなったため放送本数が合計で4本から2本に減少した。
    - 2018年1月期の番組改編より両枠共にレギュラーネット局から外れ、スーパーアニメイズム枠を除いた深夜アニメの放送は不定期なものに留まっていだが2025年現在は再び毎日放送制作のアニメイズム枠は放送される作品が増加している他、TBSテレビ制作枠も当局で放送される作品がある。
    - 「アニメイズム」およびその前身となる毎日放送制作作品や、「アニメリコ」およびその前身となったTBSテレビ制作作品の中には本局ではなく、テレビ愛知で代わりにネットされる作品もごく一部存在する[注釈 13]。

  - UHFアニメ（独立局系アニメ）に関しては1クールあたり1 - 2本を放送していたが、放送枠の関係上他のエリアと比べて放送日が遅れることが多かった。
    - 2015年頃よりテレビ朝日系列準キー局であり、腸捻転時代に系列関係にあった[注釈 14]朝日放送テレビ製作（2016年7月よりABCアニメーションへ製作移管）番組をネットするケースが多い[注釈 15][注釈 16]。
    - 2016年10月期放送の『Occultic;Nine -オカルティック・ナイン-』を最後にUHFアニメは長らく放送されていなかったが2021年1月期放送の『オルタンシア・サーガ』で再開された。
- 2024年現在は木曜深夜（金曜未明）と土曜深夜（日曜未明）にCBCローカルのアニメ枠がありTBS・MBS制作アニメやUHFアニメが不定期で流れる他に本放送時点では東海地方で未放送だった作品がCBCテレビで独自に遅れネットで放送されるケースがある[注釈 17]。
- 2024年4月より、日曜23時半にCBCテレビとしては21年ぶりの全国ネットのアニメ放送枠『アガルアニメ』が設定されている[15]。

特撮
- 土曜朝に全国ネット放映された『美少女戦士セーラームーン』、『ウルトラマンネクサス』以降の「平成ウルトラマンシリーズ」の制作に関わっている。「平成ウルトラマンシリーズ」については、それまでMBSテレビが「土6」枠で手掛けていたのを再びアニメ枠に戻すにあたって、代わりにCBCテレビに白羽の矢が立ったものである。その関係もあって、「ウルトラマンシリーズ」の再放送（TBSテレビ制作の旧作も含む）も深夜帯に行っている。
- 『ウルトラマンメビウス』終了後は一時休止していたが、2007年10月より『ULTRASEVEN X』で深夜特撮枠かつ1クール限定ながら復活した。

### ドラゴンズ戦中継
- 番組タイトルは、全国ネット中継は『S☆1 BASEBALL』、ローカル中継は『燃えよドラゴンズ!（西暦）』。
- 中日主催試合の地上波中継権が与えられているのは中日新聞社系の民間放送局（CBCテレビ・東海テレビ・テレビ愛知・三重テレビ）とNHK名古屋放送局となっていて、特に放映権取得分の約8割はCBCテレビと東海テレビ（両局とも半々に振り分け）に集中している。CBCテレビが放映権を持つのは基本的に水曜日・日曜日となっている。
- 毎年5月第1週の中日クラウンズ開催時は3日目と最終日の中継を優先する関係で中継が出来ない。中日ドラゴンズ主催試合の場合は東海テレビ、テレビ愛知、NHK名古屋放送局[注釈 18]のどちらかが、ビジターゲームの場合はヤクルト戦などの一部を除きメ〜テレ、中京テレビのどちらかが中継を担当する。
- 非中日系のメ〜テレ（朝日新聞社・読売新聞社系。過去には毎日新聞も出資）、中京テレビ（新聞資本は希薄。テレビ愛知開局前は日本経済新聞系で、現在は日本テレビ系列だが読売新聞社の資本が一時期を除き入っていない）は主催試合の中継権は与えていないため放映権譲渡は一切不可能であるが、メ〜テレでは中日のビジターゲームについて、日本テレビ系との変則クロスネット時代の1972年まで日本テレビから巨人主催のビジターゲームネット受けして放送していた他、2000年代半ば以降は球団制作映像を利用する関東圏での試合や、テレビ朝日系列局が中継する関東圏以外の試合を各々中継する時にキー局・テレビ朝日と同じ『スーパーベースボール』の番組タイトルで自社向けでの実況・解説に差し替えて制作している。中京テレビでは東京ドームで行われる対巨人戦を日本テレビからのネット受けで放送しており（ナイターは全国ネットだが、デーゲームで開幕カードのみ全国ネットでそれ以外の試合は2局ネットで各々放送）、日本テレビ系列局が中継する対巨人戦以外の試合も地元局との相互ネットで放送する場合がある。また関東圏での試合についてはメ～テレと同様に球団制作映像を利用する自社制作にて放送している。なお中京テレビは出資こそ見送ったものの設立に中日新聞系企業も関与していた経緯から、NETテレビ（現：テレビ朝日）系との変則クロスネット時代の1972年に浜松球場での中日対大洋（現：DeNA）のオープン戦を当時NETテレビ系準キー局だった毎日放送の制作で中継した。
- 中日ドラゴンズのホームゲームの中継が多い一方、ビジターゲームについては前述の長良川球場での広島主催ゲームを除けば毎日放送から中継される阪神戦（ただし、地上波全国中継によるDeNA対巨人戦または広島対巨人戦の差し替えに限られる[注釈 19]）や一部デーゲームのDeNA対中日戦（TBSチャンネル2向けの映像を使用）を放送する程度しかないが、2018年5月26日には対広島戦を久々に放送した、この時は現地からではなく、中国放送からの映像提供による名古屋からのオフチューブ実況での中継となった[注釈 20]。また2021年6月26日の同カードは、広島県ではテレビ新広島（フジテレビ系列。中京広域圏の系列局は東海テレビ）が中継したが、別途CBCテレビが中国放送の協力で中京広域圏向けに独自制作を行うという、広島主催試合では珍しい対応となった。なお、中日ドラゴンズのビジターゲーム放送の場合も実況・解説はCBCテレビで差し替えることが多いが、2025年4月12日の阪神対中日戦は、毎日放送からの局間ネットとしたため、『MBSベースボールパーク』のタイトルに加え、番組内のプレゼント企画や『よんチャンTV』の番組宣伝がそのままCBCテレビでも放送される異例の事態となった[注釈 21]。

特殊な中継事情について
- 1987年から数年間、CBCテレビでの中継放送ができないときは岐阜放送が放映権を購入する形でCBCテレビ制作により同局で放送していた（一例として、1990年代前半は金曜日夕方7時枠がCBCテレビ制作全国ネット枠となっていたため、中継放送が出来なかった）。その後様々な事情により中断され、この方法による放送は長良川球場での広島主催の対中日戦に限られることになった（放映権が広島球団側にあるため）。そのためTBSテレビが対巨人戦の野球中継放送の有り無しにかかわらず中日ドラゴンズ主催のCBCテレビでの野球中継が水曜、日曜に必ず行われるようになっている。

- 2006年シーズンは、4月2日の日曜日に中日ドラゴンズ主催のナイトゲーム中日対広島戦が東海テレビで放送された[注釈 22]。それ以外の日曜日でも対巨人戦を含めてデーゲームの中継がほとんどである。なお、CBCテレビが放映権を持つ水曜日・日曜日ナイターでもTBSテレビ系列のネット受け番組放送の確保や重要な特別番組の放送による理由で中継放送ができない場合は東海テレビ、三重テレビ（中継担当は原則として東海テレビだが、ごく稀にCBCテレビの場合もあり）に放映権を譲ることもある。この対応によって番組返上を最小限にとどめている。なお、リーグ優勝決定以降の中日主催の消化試合ではゴールデン枠や週末昼間での差し替え放送は一切行わず、深夜に録画中継で放送される。
- 2007年までは、中日ドラゴンズ主催の野球中継がある日（TBSテレビ系列局が制作する対巨人戦の野球中継放送を差し替える場合は除く）で放送できなかったTBSテレビ系列のネット受け番組の代替放送を行わなかった（事実上番組返上）。これは、JNN協定のために録画放送できなかったからである（一部単発番組やドラマ・アニメ番組は例外的に放送することがあった）。
- 2008年からは、視聴者保護の観点から、東海テレビと同じように、土日の昼の時間帯に代替放送の救済措置を取っている（再放送の時間枠を利用）。なお、JNN報道特別番組が組まれた場合は排他協定（JNN協定）により同時ネット放送しなければならない規定があるため、この場合においてはローカルのプロ野球中継の放送は中止される（多くの場合は深夜に録画放送となる）。
- 中日対巨人戦のデーゲームと日本シリーズ（中日進出時のみ）を全国ネットで放送する際に前者はCBCテレビ主導制作（技術面・リアルタイム字幕放送・連動データ放送付加・番組送出も全て担当）で放送し、TBSテレビからも解説者と巨人ベンチリポート担当のアナウンサーを派遣する。後者についてはCBCテレビ主導制作で放送されたのは2007年以前で、2011年についてはTBSテレビ主導制作となり、CBCテレビは制作協力扱いとなったが、実況・解説とベンチリポーターはCBCテレビから動員し（ベンチリポーターのみRKB毎日放送が、解説者はTBSテレビが各々派遣）、スコア表示などの技術面と番組送出なども担当した。なお、ナゴヤドームで開催された『2018日米野球』でもTBSテレビ主導制作で放送したが、こちらは実況・解説は全てTBSテレビ側で動員した。
- 中日が日本シリーズに進出する際、CBCテレビ・TBSテレビ系列と東海テレビ・フジテレビ系列で中日ホームゲームの中継権を分けるのが慣例となっているが、2010年シーズンでは中日が日本シリーズに進出し、第1戦をテレビ愛知（ローカル）、第2・6・7戦を東海テレビ・フジテレビ系列（第2戦のみローカル）で中継した[16]。

## 現在放送中の番組
放送時間は日本標準時。

### 全国ネット番組
TV・ラジオ共に在名局の中では（JNN・JRN）全国ネット送出番組を最も多く製作している。なおテレビ全国ネット番組ではこれまで製作著作クレジットで「中部日本放送」と表記していたが、2011年4月改編から「CBC」に、さらに2014年4月の分社化に伴い「CBCテレビ」に改められた。
- 健康カプセル!ゲンキの時間（日曜 7:00 - 7:30）
- アガルアニメ（日曜 23:30 - 翌0:00）
- S☆1 BASEBALL（中日-巨人戦、日本シリーズ） - 対巨人戦の週末・祝日デーゲームを全国ネットまたはTBSテレビとの2局ネット（年度によっては一部TBS系列局が個別の番販購入で放送する場合がある）で放送する際はTBSテレビが制作協力に加わり、日本シリーズを全国ネットで放送する際は、TBSテレビ主導制作（CBCテレビは制作協力団体扱い）[注釈 23][注釈 24]で放送する。
- 国際招待ゴルフ・中日クラウンズ（毎年4月下旬頃） - 3日目・最終日の午後のみ全国ネット。初日・2日目及び3日目以降の午前中の事前番組や深夜のハイライトは中京ローカル。

#### 特別番組
- 地球大紀行スペシャル（毎年1月）※全国ネット
- 大相撲名古屋場所前夜祭（毎年7月）
- この他に年始1月2日の8時台や1月3日の午後・もしくは夕方に編成される各1時間特番※どちらとも全国ネット
- 〇〇に10万円あげたらこんな使い方されちゃいました!（毎年1月）※全国ネット
  - 1月3日の1時間特番は1977年を最初に現在まで続く毎年恒例の特番枠である。ただし、年によっては同局系で生中継する『全国高等学校ラグビー』の準々決勝[注釈 25]の兼ね合いやTBSテレビの年始特番枠、MBSテレビの年始特番枠との調整の都合上、1月1日または1月2日と交換し、振替放送されていた年もあった[注釈 26]。
  - 2020年は1月2日の8時台の特番を見送った。これは1月2日の6:30以降16:00まで途中『JNNニュース』（年始定時ニュース代替）を除き『99.9-刑事専門弁護士- SEASONII』と『ノーサイド・ゲーム』の全話一挙放送を放送したため。代わりに2019年12月29日と2020年1月5日の『健康カプセル!ゲンキの時間』を休止せず、通常通り放送した。
  - 2023年の大晦日も同様に『健康カプセル!ゲンキの時間』が放送された（番組編成上の都合で30分遅れの7:30 - 8:00に放送）。
  - それ以降2023年までも1月2日の朝8時台の特番を見送っている。理由は不明。
    - さらに2024年1月3日に予定していた年始特番の代わりに2023年12月31日（大晦日）の午後 - 夕方に『さまぁ〜ず&ジュニアのコレって変じゃね!?今年の"変"総決算SP』を同局発・JNN28局ネットで放送した[17]。
    - 2024年の大晦日も午後 - 夕方に『10万人に聞いたら 地域のスゴいもん見つけちゃいました!!』を同局発・JNN28局ネットで放送する[18]。

- -     - なお、従来の1月3日午後枠は通常月 - 金曜の13:55 - 15:49に生放送している『ゴゴスマ -GO GO!Smile!-』の新春スペシャルを一部系列局を除き2024年1月3日（水）13:30 - 15:49に生放送した[19]。
- ドラマスペシャル（毎年9月下旬か10月上旬の84分枠）※全国ネット[注釈 27][注釈 28]

### 一部地域でネットされる番組
- キユーピー3分クッキング（CBCテレビ制作版）（月曜 - 金曜 11:20 - 11:30/土曜 11:30 - 11:40） - 月曜 - 金曜は『ひるおび・午前』の最初のローカル枠の差し替え番組として放送。日本テレビ制作版とは異なる内容・ネット局構成である。土曜は放送時間が異なる地域あり。
- ゴゴスマ -GO GO!Smile!-（月曜 - 金曜 13:55 - 15:49[注釈 29]。『国際招待ゴルフ・中日クラウンズ』初日と2日目を東海3県ローカルで放送する日は、ネット局への裏送りを実施）
- まちイチ nice to people（月曜 9:55 - 10:25）
- 歩道・車道バラエティ 道との遭遇（23:56 - 翌0:44）

### 中京広域圏のローカル番組
帯番組
- チャント!（月曜 - 金曜 15:49 - 19:00）
- AIが描いてみた バーンセン美術館（月曜 - 日曜 10:54 - ）

月曜
- 恋はロケ中に！（0:28 - 0:58）

火曜
- うまい!の極み（22:57 - 23:00）

水曜
- 東海地方のド定番 なぜそこまで愛される?太田×石井のデララバ（19:00 - 20:00）

土曜
- なるほどプレゼンター!花咲かタイムズ（9:25 - 11:30）
  - 花咲かタイムズ+（11:40 - 11:45）

日曜
- おはよう！うんこ先生（16:24 - 16:30）
- 地名しりとり 旅人ながつの挑戦（隔週 0:28 - 0:58）
- サンデードラゴンズ（12:54 - 13:24）

その他
- #調べたガール（毎月月末深夜）
- 燃えよドラゴンズ!（西暦）（中日ドラゴンズ戦ローカル中継タイトル）[注釈 30][注釈 31]
- 名古屋グランパスホーム戦試合中継（2002年までは生中継を行っていたが、現在は年1回程度の録画中継にとどまっている）
- 全国高等学校ラグビーフットボール大会 愛知県大会決勝（大会当日の深夜に録画放送される）[注釈 32]
- SOUL FIGHTING（ボクシング中継。不定期で深夜放送枠での放送）
- ハートフルワールド（不定期放送）
- 中部財界人新春サロン（毎年1月4日）

### TBSテレビ系列局製作・時差ネット番組
特に補足のない番組はTBSテレビ製作番組
- あぐり王国北海道NEXT（火曜 0:58 - 1:29） - HBCテレビ制作
- ヒロシのぼっちキャンプ（火曜 1:37 - 2:09） - BS-TBS製作。
- 有田哲平とコスられない街（水曜 0:51 - 1:22）
- ジンギス談!（水曜 1:22 - 1:52） - HBCテレビ製作。
- かまいたちの知らんけど（水曜 23:59 - 翌0:59） - 毎日放送製作。
- 週刊さんまとマツコ（木曜 9:55 - 10:25）
- 華丸の「先生!染まりんしゃったね…。」（木曜 1:21 - 1:53） - RKBテレビ制作
- 出没!ひな壇団（木曜 1:00 - 1:38） - RCCテレビ制作。
- 有吉ジャポンII ジロジロ有吉（土曜 0:48 - 1:18）
- よしもと新喜劇（土曜 12:00 - 14:00） - 毎日放送製作。
- 痛快!明石家電視台（土曜 14:00 - 15:00） - 毎日放送製作。
- ねこ自慢（日曜 2:07 - 2:37） -  BS-TBS製作。
- 皇室アルバム（日曜 5:45 - 6:00） - 毎日放送製作。
- ずたぼろ令嬢は姉の元婚約者に溺愛される（土曜1:53 - 2:23） - 毎日放送製作。
- 彼女、お借りします（第4期・第1クール）（土曜2:23 - 2:53） - 毎日放送製作。

### その他の番組
- 鬼奴＆RGの歌謡スナック想ひ出（月曜 0:50 - 1:22） - V☆パラダイス制作。
- ネクロノミ子のコズミックホラーショウ（水曜 2:33 - 3:03）-TOKYO MX・関西テレビ放送・BS日テレ製作。
- 追放者食堂へようこそ! （金曜2:14 - 2:44）-TOKYO MX・BS11・AT-Xとの共同製作。
- いろはに千鳥（水曜 1:58 - 2:28） - テレビ埼玉制作。
- 内村さまぁ〜ず（木曜 0:59 - 1:35） - TOKYO MX制作。
- 小峠英二のなんて美だ!（金曜 1:36 - 2:06） - ケイマックス制作。
- MUSIC B.B. Japan（金曜 2:06 - 2:36） - アークミュージック製作。
- うたなびMAX!!（日曜 4:40 - 5:10）日音製作。岐阜放送でも放送している。

## 配信中の動画番組
- たまり場
2007年1月から毎週金曜日に配信されている[22]、CBCのアナウンサーが「視聴者からのおたよりを元にぶっつけ本番・NG無し」で行なうトーク番組[23]。2011年3月からYouTubeでの配信を開始した[22]。YouTubeでは過去10回程度の配信内容までを見ることが出来る[24]。
- 赤道大紀行
西村雅彦が出演。CBCテレビで制作し2008年1月26日にTBSテレビ系列で全国放送されたあと、月に2本ネット向けの特別篇（CBCとマイクロソフトと提携）が配信され続けている。2008年3月21日の放送記念日に放送されたNHKの特番『新動画時代・メディアが変わる〜"ユーチューブの衝撃"〜』で地方局のネット配信動画への取り組み例として紹介された。

## 放送終了したテレビ番組

### 全国ネット番組
- すばらしき仲間
  - すばらしき仲間II
- 小さな旅と美術館
- クイズ!おみごと日本
- 食べて極楽!
- 旅・わくわく
  - 人・旅わくわく
- DAY BREAK
- おとなの教室
- えなりかずき!そらナビ
- 週刊!健康カレンダー カラダのキモチ
- ホンネ日和
- アシタスイッチ
- ごごネタ!
- 旅ずきんちゃん 〜全日本のほほ〜ん女子会〜
- ゲンバビト
- BACKSTAGE
- サンドウィッチマンのどうぶつ園飼育員さんプレゼン合戦 ZOO-1グランプリ（TBSテレビとの共同制作）
- ドーナツトーク

#### 正月特番
1月3日日中放送分
- 三波伸介の新春てんぷく大脱線（1977年 - 1980年）
- 初笑い日の出館（1981年）
- 謹賀新年名古屋から愛をこめて（1982年）
- 名古屋から愛をこめて（1983年）
- ロス五輪・マラソンに駆ける男たち（1984年）
- 談志・たけしと笑って60分（1985年）
- '86春のガイジンおもしろ芸大賞（1986年）
- 謹賀新年おめでたいナオコ（1987年）
- 笑福!!びっくりクイズ（1988年）- 編成の都合上1月2日（土）15:00 - 15:54に繰り上げて放送。
- おもしろ科学バラエティー地球びっくりランド（1989年）- 編成の都合上17:00 - 17:54に放送。
- 新春歴史バラエティー勘九郎戦国を走る!（1990年）- 編成の都合上17:00 - 17:54に放送。
- スペシャルバラエティーウッチャンナンチャンの正月はこれだけ!（1991年）- 編成の都合上17:00 - 18:00に放送。
- ダウンタウンの正月からかなわんな（1992年） - 編成の都合上17:00 - 17:54に放送。
- 光GENJI新春をぶっとばせ!（1993年）
- たけし軍団スペシャル大家族旅行（1994年、1995年（スリランカ)）
- 所ジョージ・伊東四朗のすばらしき仲間スペシャル（1996年）
- 有森さんvsロバさんの夢をかなえる方法!（1997年）

など。

#### 1月下旬特番
- 地球大紀行スペシャル 世界海峡 イスタンブール（2012年1月28日）
- 地球大紀行スペシャル 堤真一 ヒマラヤ巡礼〜山で神さまに逢いたくて〜（2013年1月26日）
- チキュウノハテ〜星降る砂漠と幻の花園・南米大陸へ〜（2014年1月25日）
- 伊藤英明が大接近!奇跡の海のザトウクジラ〜いのちの星の親子たち〜（2015年1月24日）
- 濱田岳・森泉ガチ対面 密林ゴリラと伝説海獣〜いのちの星の親子たち〜（2016年1月30日）
- 極北で生きる人たち 追え!海のユニコーン（2017年1月28日）
- 濱田岳と地上最大の獣 アフリカゾウと過ごした8日間（2018年1月27日）
- 濱田岳アマゾン体感 暴れ怪魚と猛牛大移動（2019年1月26日）
- スライスザ・ワールド 渋谷スクランブル交差点からまっすぐ地球1周してきた!（2020年1月25日）
- 未来人からの提言 ニッポン遅れてるヨ（2021年1月30日）
- 神アプデ!ニッポン!「利用可能なアップデートが世界中にあります」（2022年1月29日）
- スゴ技ワールドカップ 世界一の達人は誰だ!?（2023年1月28日）
- 助けて!ミライくん（2024年1月27日）
- 太田石井の多すぎニッポンGP（2025年1月25日）[注釈 33][注釈 34]

### 中京広域圏のローカル番組

#### 報道・情報番組
- 朝まで待てない!ドラゴンズ&ニュース
- 興味のルツボ
  - 興味の生ルツボ
- グッデイCBC
- CBCニュースワイド
  - CBC日曜ニュースワイド
  - CBC土曜ニュースワイド
  - おやすみ!ニュースワイド
- CBC情報デスク
- CBCニュース24
- 松山香織のニューウェーブ
- ニュースな日曜日
- 晴れ♡どきドキ晴れ
- ミックスパイください
  - 濃縮版!ミックスパイあげます
  - ミックスパイ+
  - CBCニュース通り - 以下の2番組に上記『CBCニュースワイド』を加えた構成の枠。
    - 小堀勝啓の時代塾
    - ひとみ・ゆかりのSHINSEN通信
- ユーガッタ!CBC
  - ユーガッタ!Weekend
  - ユーガッタ!SAT
- 夕焼けワイド510
- 時を超えて〜フィロソフィア
- 緑風対談
- BIKEINA TV
- サタデー生ワイド そらナビ
- 一芸一流
- さわやか対談
- 旅MAX〜山里の魅力創造社
- イッポウ
- ちょい足し

#### 深夜番組
- 声優に丸投げ！
- イエヤス
  - イエヤスMAX
- 今田・東野の血が騒ぐ
- IMPACT
- SKE48の火曜アルバイト劇場
- グランパスTV
- 来る来るミラクル
- SABA系
- 視聴率ダイオー
- DAY BREAK
- なごやかホルモン
- なつめぐ堂
  - なつめぐ堂リアルスタイル
- 24金
  - うちあげ
  - デリペナ
- ネッパ者
- パチンコNOWTV
- 板東英二の輝け!新タレント名鑑
- 万国三面大王
- ヒデヨシ
- プロデューサーX
- ボイメンの試験に出ない英単語
- みちゃえる!
- MUSICピーパーTV
- 薬師寺保栄のドリームカー倶楽部
- 薬師寺モータース
- らぶらぶ屋
- ラブログ
- 流行笑会
  - ウッチャンナンチャンの星に願いを!
  - てなもんやWARS
- 正解るんです
- 鶴瓶のスジナシ!
- ○月○日の大久保佳代子
- ノブナガ
- ボイメンの試験に出ない英単語
- 超月曜CBC
- #やすだの歩き方
- デラHi☆学園
- MAG!C☆PR!NCE 大城光のMAG!C☆MUS!C
- メイプル超音楽
- アシタスイッチ
- watch music TV
- 鬼調べジャーニー → 鬼すごピーポー
- 本気プリ
- ホンネ日和
- ミュージックフィラー
- 炎上撲滅!魔法少女アイ子
- お歌詞もぐもぐ

#### 料理番組
- グリルなべ八
- 今晩の家庭料理 - 『キユーピー3分クッキング』の前身となった番組。
- 渡辺さん家の台所

#### PR番組
- 青池と学ぼう
- ぱっかうけCBC
- とく宣

#### その他
- 実業団女子駅伝中日本大会録画中継
- 名岐駅伝録画中継
- 名古屋ハーフマラソン
- いきいきヘルシー
- おかわり!ごはんリレー
- お宝発信タワー DAI-NAMO
- がんばれ!日本お土産駅伝
- がんばれ!ペナキッズ
- こんばん話（慎吾・辰夫のこんばん話）
- しあわせ!シェフごはん
- J-BOX 楽key
- ジドウスポーツ
- ジャストナウアイチ
- 進め!クリフハンガー冒険隊
- 旅ログ
- ちきゅう屋駄菓子店
- ちびっ子展
- 地名しりとり伝説
- 張濱二胡・心の旅
- 天才クイズ
- 東海地方のコト なるべくちゃんと調べます!
- とB作カラオケ5番街
- 土曜9時ハンただ今参上!
- 土曜スケッチ
- どんぐり音楽会
- 名古屋が最高!
- 名古屋発!新そこが知りたい
- そこが知りたい 特捜!板東リサーチ
- 布遊工房
- 走れ!スクーパーズ
- バッカーズカフェ
- ぱろぱろエブリデイ
- 板東英二の南山マスターズ
  - 板東英二の南山マスターズ2
- パンピーQ
- まるっと万博
- 野遊大全
- 月下暇人
- 安田美沙子のオンリーわん
- 遊名人
- ラブラブダッシュ!
- レースガイド
- ロンブーの田舎が最高
- 若いダイヤル
- CBC70周年アーカイブ
- 全国高等学校対抗ボウリング選手権大会（1994年 - 2003年）

#### 東海テレビ開局前の日本テレビ系の番組
- ダイヤル110番 - 東海テレビ開局と同時に、東海テレビに移行（その後名古屋放送開局で名古屋放送に移行）。
- NTVナイター中継 - 東海テレビ開局後もCBCテレビがネットしていたが、1960年の5社連盟締結により打ち切り、同年から東海テレビに移行。
- ポポンタイム この人を - 塩野義製薬一社提供番組。東海テレビ開局後もしばらくCBCテレビがネット、1960年4月に5社連盟締結により打ち切り。1960年10月から東海テレビで放送再開。
- OK横丁に集まれ
- パパは何でも知っている

#### 中京テレビおよび名古屋テレビ開局前の日本テレビ系の番組
- ザ・ビートルズ日本公演 - メ〜テレ開局後だが、主催者という理由から特例で放送。主催新聞は読売新聞。
- 三菱ダイヤモンドアワー（プロレスリング中継・ディズニーランド）- 1959年10月16日から同時ネットを開始。1960年4月29日、5社連盟締結により打ち切り[25]。

後に『プロレスリング中継』のみ、1961年8月に東海テレビで復活（録画中継版のみの時差ネット）。名古屋放送開局に伴い同局に移行し『ディズニーランド』を含む同時ネットを再開。
- ミユキ野球教室
- シャープクライマックス 人生はドラマだ（日本テレビ制作）[注釈 35]
- タカラお料理手帳

#### NET（現:テレビ朝日）系の番組（一部、メ〜テレ・中京テレビ開局後も含む）
- ララミー牧場 - 1961年（昭和36年）4月より開始。NETと同一スポンサーではなく「シャープ西部劇場」という形での、火曜14時台での時差ネット。メ〜テレの開局と同時に、同局に移行。
- がっちり買いまショウ（MBSテレビ制作・1975年3月まではNET系番組）
CBCテレビ（腸捻転時代・ - 1966年3月） → メ〜テレ（1966年（昭和41年）4月 - 1975年（昭和50年）3月） → CBCテレビ（腸捻転解消でTBSテレビ系へ移行・1975.04 - ）。
- キリンものしりシリーズ（MBSテレビ制作、メ〜テレ・中京テレビ開局後も番販扱いで放送、腸捻転解消後も継続）
- モーニングショー（1964年（昭和39年）4月 - 同年9月、メ〜テレに移行）
- 野生の王国（MBSテレビ制作・1975年3月まではNET系番組）
CBCテレビ（腸捻転時代・ - 1966年3月） → メ〜テレ（1966年4月 - 1975年3月、1968年 - 1971年9月は一時中断して『ランデブークイズ・ペアでハッスル』を放送） → CBCテレビ（腸捻転解消でTBSテレビ系へ移行・1975年4月 - ）。
- ナショナルキッド
- ジャイアントロボ（メ〜テレ開局後だが当局で放送）
- 七色仮面

ほか

#### 腸捻転時代に放送された朝日放送テレビ制作の番組
☆＝名古屋テレビへ移行。
- 近鉄金曜劇場 - 朝日放送テレビの他、TBSテレビ・CBCテレビ・HBC・RKB が持ち回りで制作した。
- 海のトリトン - 再放送は名古屋テレビでも実施（腸捻転解消から2年後の1977年等）
- お荷物小荷物（沖縄編・カムイ編）
- シャボン玉プレゼント ☆ - 東日本地区のJNN系列局への裏送りも担当。
- 新婚さんいらっしゃい! ☆ - この番組のみ2023年4月現在も放送中。
- 好き! すき!! 魔女先生
- てなもんや三度笠
- ど根性ガエル - 再放送は名古屋テレビでも実施。1981年のリメイク版アニメと2015年の実写版ドラマは中京テレビで放送。
- はじめ人間ギャートルズ ☆ - 腸捻転解消直前の半年間のみ。
- 夫婦善哉☆
- 必殺シリーズ ☆
  - 必殺仕掛人
  - 必殺仕置人
  - 助け人走る
  - 暗闇仕留人
  - 必殺必中仕事屋稼業 ☆ - 第13話まで放送。
- ふしぎなメルモ - 再放送は名古屋テレビでも実施
- プロポーズ大作戦 ☆ - 当時は関西ローカル。
- 霊感ヤマカン第六感 ☆ - 『ギャートルズ』と同じく腸捻転解消直前の半年間のみ。1976年4月に名古屋テレビへ移行。

#### 腸捻転解消で名古屋テレビ・東海テレビから移行したMBSテレビ制作の番組
★＝東海テレビから移行、それ以外は名古屋テレビから移行。
- アップダウンクイズ
- がっちり買いまショウ
- 仮面ライダーシリーズ（仮面ライダーストロンガー - 仮面ライダーBLACK RX。仮面ライダークウガ以降は名古屋テレビへ再移行）
- 皇室アルバム - 東海テレビ → 名古屋テレビ → CBCテレビへと移行。
- 真珠の小箱 ★
- ちびっこアベック歌合戦
- まんが日本昔ばなし - 1976年1月から。
- モーレツ!!しごき教室
- 八木治郎ショー
- 野生の王国
- 素人名人会 - 名古屋テレビからの移行時点では土曜 12:15 - 12:55に放送。
- ヤングおー!おー! - 中京テレビ → 岐阜放送 → 名古屋テレビ → CBCテレビへと移行。
- よしもと新喜劇 - 東海テレビ → 名古屋テレビ → CBCテレビへと移行。
- 生きものばんざい

#### テレビ愛知開局前のテレビ東京系（東京12チャンネルを含む）の番組
- 女子プロレス中継 世界選手権シリーズ
- ジャポップス・トップ10
- ただ今ヒット中
- 忍者キャプター
- 快傑ズバット
- とびだせ!マシーン飛竜
- スパイダーマン
- 未来ロボ ダルタニアス
- 宇宙大帝ゴッドシグマ
- 百獣王ゴライオン
- 機甲艦隊ダイラガーXV
- 絵島生島
- 幽霊城のドボチョン一家

#### 独立局制作の番組
- 戦国鍋TV 〜なんとなく歴史が学べる映像〜（tvk幹事。tvk・チバテレ・テレ玉・サンテレビ共同制作）
- TV・局中法度!（tvk幹事。tvk・チバテレ・テレ玉・サンテレビ共同制作）
- MUSIC LAUNCHER（チバテレ制作）[注釈 36]
- アイドルパーティー（チバテレ制作）
- マネまねSHOW TV〜IT'S SHOW TIME〜（チバテレ制作）[注釈 37]

### テレビドラマ
- アーノルド坊やは人気者
海外ドラマ。松坂屋一社提供による木曜19時台のローカル枠にて放映。この枠では伝統的に海外ドラマを放映し、日本語版では幹事局（キーステーション）扱いとして東北新社と共同製作した。外部製作番組であるが故にJNN協定の対象外となっているため、東北新社を販売元とした上で独立局などの系列外局に買い付けネットされた地域もあった。

- CBC制作昼の連続ドラマ
  - 水の炎（1971年） - 第1作。
- TBS・CBC日曜10時枠の連続ドラマ
  - 度胸時代（1974年）
  - ふたりぼっち（1974年 - 1975年）
  - ごめんなさいね（1975年）
  - 妻のあした（1975年）
- ムッシュ!
- 超絶☆絶叫ランド

#### ドラマ30→ひるドラ枠
- キッズ・ウォーシリーズ（1999年 - 2003年）
  - 新キッズ・ウォーシリーズ（2005年 - 2006年）
- 幼稚園ゲームシリーズ（2001年 - 2004年）
- 蔵の宿（2000年10月2日 - 12月1日）
- 冗談でしょッ!離婚予定日（2004年5月31日 - 7月30日）
- ことぶきウォーズ（2004年10月4日 - 12月3日）
- スウとのんのん（2005年2月7日 - 4月1日）
- 湯けむりウォーズ〜女将になります〜（2005年4月4日 - 5月27日）
- オーバー30（2009年1月5日 - 2月27日）（CBCテレビ制作の最終作品）

### アニメ
2021年の『やくならマグカップも』までは、同局で製作したアニメは全てラテ兼営時代のもの、かつ放送持株会社移行前の「中部日本放送株式会社」としての製作で、「株式会社CBCテレビ」（当社）としては製作実績がなかった。

#### 自社製作
- みかん絵日記 - CBCテレビ初の自社製作アニメ[注釈 38]。
- モンスターファーム
- 真・女神転生デビチル
- 無敵王トライゼノン - TBSテレビ・MBSテレビとの共同製作。
- 逮捕しちゃうぞ SECOND SEASON - 上記に同じ。
- 星のカービィ - CBCテレビ製作アニメ史上最高視聴率を記録。
- RAVE - TBSテレビ・MBSテレビとの共同製作。

##### 深夜アニメ
- 五等分の花嫁 -第二期はTBSテレビ・BS11との共同製作。
- 変人のサラダボウル - TBSテレビ・BS11との共同製作。
- トリリオンゲーム - TBSテレビ・サンテレビ ・AT-Xとの共同製作。
- 最終兵器彼女 - CBCテレビ初の自社製作深夜アニメ。
- 京極夏彦 巷説百物語 - RKB毎日放送（RKB）・中国放送（RCC）との共同製作。
- 砂ぼうず - RKB毎日放送・北海道放送（HBC）・東北放送（TBC）との共同製作。
- RAY THE ANIMATION - RKB・HBC・TBCとの共同製作。2006年10月より再放送を実施。
- ウィッチブレイド - JNN系列局製作深夜アニメとして初めてTBSテレビへの逆ネットを果たした作品。関西圏では未放送。
- 銀河鉄道物語 〜永遠への分岐点〜 - CBCテレビ製作深夜アニメとしては歴代1位の13局ネット体制（後に1局遅れネット）。
- ロミオ×ジュリエット - CBCテレビ初のハイビジョン制作アニメ。関西圏ではサンテレビとKBS京都でネット。
- のらみみ - 関西圏では未放送。
  - のらみみ2 - 関東圏では第1期を再放送したTOKYO MXで放送。
- イタズラなKiss - 関西圏ではサンテレビでネット。
- 鉄のラインバレル - 関西圏ではサンテレビでネット。
- 戦国BASARA（第1期） - MBSテレビとの共同製作。『日5』枠で放送された第2期『弐』には不参加。
- うみものがたり 〜あなたがいてくれたコト〜
- ジドウスポーツ - 香港製作アニメ。
- Angel Beats! - MBSテレビも製作委員会に参加しているが木曜深夜枠ではなくアニメシャワー枠にて放送。BS11でもネット。特別編にCBCは製作不参加。
- ラストエグザイル-銀翼のファム- - 関西圏ではサンテレビでネット。
- 琴浦さん - 関東・関西圏ではTOKYO MX・サンテレビでネット。
- やくならマグカップも - CBCラジオ・BS11・TOKYO MXと共に製作委員会へ参加。
- でんでんの電脳電車

#### UHFアニメ
※ ここでは「独立放送局」（独立局）を主体として放送しているテレビアニメ作品を歴史的経緯に則り「UHFアニメ」と称している。
- ガンパレード・マーチ 〜新たなる行軍歌〜 - CBCテレビ・毎日放送初の「放送局が製作に関与しない」UHFアニメ。ただしCBCテレビでは他地区より遅れネット。
- 住めば都のコスモス荘 すっとこ大戦ドッコイダー
- 円盤皇女ワるきゅーレ 十二月の夜想曲 - 第1期は未放送。
- 光と水のダフネ
- ニニンがシノブ伝
- 魔界戦記ディスガイア - エリア内の独立局である岐阜放送（GBS）に遅れてネット。同一エリア内の広域局と独立局とで同時期に放送するのは極めて異例であった。
- 地獄少女 二籠 - CBCテレビ・毎日放送制作協力。第1期「地獄少女」は当局を含めた中京圏では未ネット。
  - 地獄少女 三鼎 - TOKYO MX製作委員会参加。
- ななついろ★ドロップス
- ペルソナ 〜トリニティ・ソウル〜
- 鉄腕バーディー DECODE
  - 鉄腕バーディー DECODE:02
- かんなぎ
- とあるシリーズ（いずれも第3期「とある魔術の禁書目録III・とある科学の超電磁砲T」以降は当局を含めた中京圏では未放送。）
  - とある魔術の禁書目録
    - とある魔術の禁書目録II

  - とある科学の超電磁砲
    - とある科学の超電磁砲S
- 戦場のヴァルキュリア
- 亡念のザムド - Webアニメの地上波放送。
- 魔法少女リリカルなのはA's - 2005年秋の本放送時は三重テレビで放送。2009年にTBSテレビ系列東名阪ネットで実質再放送。
- みつどもえ - 第2期「みつどもえ 増量中!」は当局を含めた中京圏では未放送。
- 探偵オペラ ミルキィホームズ - 第2期「探偵オペラ ミルキィホームズ 第2幕」以降はテレビ愛知で放送（同局で再放送も実施）。
- DOG DAYS - 第3期「DOG DAYS」はテレビ愛知で放送。
  - DOG DAYS'
- 神様のメモ帳
- 灼眼のシャナIII（Final） - 第1期「灼眼のシャナ」はテレビ愛知で放送、第2期「灼眼のシャナII(Second)」は毎日放送製作でTBSテレビ系列東名阪ネット。
- シャイニング・ハーツ 〜幸せのパン〜
- ジョジョの奇妙な冒険シリーズ - 3rd Season（第4部）以降は当局を含めた中京圏では未放送。
- テラフォーマーズ - 関西圏では朝日放送テレビでの放送。第2期『テラフォーマーズリベンジ』はテレビ愛知で放送。
- 学戦都市アスタリスクシリーズ - 朝日放送テレビ製作。
- B-PROJECT〜鼓動*アンビシャス〜 - 朝日放送（当時）の子会社・ABCアニメーション製作。第2期「B-PROJECT〜絶頂*エモーション〜」は当局を含めた中京圏では未放送。第3期「B-PROJECT〜熱烈*ラブコール〜」はテレビ愛知で放送。
- Occultic;Nine -オカルティック・ナイン- - 上記に同じ。
- ウマ娘 プリティーダービーシリーズ - 関西テレビ製作。当局で第1期「ウマ娘 プリティーダービー Season1」は2021年12月に年末特番として集中放送、第2期「ウマ娘 プリティーダービー Season2」は2022年4月期に、第3期「ウマ娘 プリティーダービー Season3」は2024年1月期に放送された。
- からかい上手の高木さんシリーズ - 当局では2022年4月期と7月期に第1期「からかい上手の高木さん」と第2期「からかい上手の高木さん2」が連続で放送された。また、同年1月期にはスーパーアニメイズム枠で第3期「からかい上手の高木さん3」が放送されたため順番は変則的ながら結果的に当局では全3シリーズが続けて放送された事になる。
- オルタンシア・サーガ
- ヴァニタスの手記
- 忍の一時
- 山田くんとLv999の恋をする - TOKYO MX製作委員会参加。
- 化物語
- 白聖女と黒牧師 - 関西圏では朝日放送テレビでの放送。
- 豚のレバーは加熱しろ
- 俺だけレベルアップな件（第1期）
- 『ヒプノシスマイク-Division Rap Battle-』Rhyme Anima + - 第1期「『ヒプノシスマイク-Division Rap Battle-』Rhyme Anima 」はテレビ愛知で放送。
- 俺だけレベルアップな件 Season 2-Arise from the Shadow-
- ざつ旅-That's Journey- - BS11・AT-X・読売テレビ放送共同制作。

以下は毎日放送製作
- 魔法使いになれなかった女の子の話
- 僕の妻は感情がない
- ぽんのみち
- 炎炎ノ消防隊（第1期）- 第2期「炎炎ノ消防隊 弐ノ章」はテレビ愛知で放送。
- 炎炎ノ消防隊 参ノ章（第1クール）
- 彼女、お借りします（第1期）
- 彼女、お借りします（第2期）
- 彼女、お借りします（第3期）
- 女神のカフェテラス（第1期）
- 女神のカフェテラス（第2期）
- 日本へようこそエルフさん
- HIGHSPEED Étoile
- 銀河漂流バイファム13
- デビルマンレディー
- マイアミ☆ガンズ
- 成恵の世界
- テイルズ オブ ジ アビス
- デュラララ!!×2シリーズ
- ハイキュー!! セカンドシーズン - 第1期「ハイキュー!!」・第3期「ハイキュー!! 烏野高校 VS 白鳥沢学園高校」はJNNでのネット、第4期「ハイキュー!! TO THE TOP」は当局含めた東海地方では未放送。
- イジらないで、長瀞さん - 当局では2023年7月期に第1期「イジらないで、長瀞さん」を放送、第2期「イジらないで、長瀞さん 2nd Attack」については今のところ未放送。

### 特撮
- 美少女戦士セーラームーン（土曜 7:30 - 8:00）- JNN系列全国ネット。
- ウルトラマンネクサス（土曜 7:30 - 8:00）- これまで「ウルトラシリーズ」を担当していた MBSテレビから引き継ぐ形で製作。JNN系列全国ネット。
- ウルトラマンマックス（土曜 7:30 - 8:00）- JNN系列全国ネット。
- ウルトラマンメビウス（土曜 17:30 - 18:00）- TBSテレビの大改編のあおりで、ローカルセールス枠に移動。TBS系列のない秋田県でも放送されていたが、tys・NBC・OBSは未放送だった。
- ULTRASEVEN X（金曜 26:15 - 26:45 - 「ウルトラシリーズ」としては初の深夜帯放送番組。TBSテレビ・MBSテレビのほか、UTY・RKKにもネット。

『ウルトラマン列伝』以降はテレビ東京系列番組になりテレビ愛知へ移行。

## マスコットキャラクター
- 宇宙坊や

1995年（平成7年）にキャッチコピーを「ハートにオン・エア CBC」に制定した際に登場したキャラクター。
丸い顔に羽のようなものが生えており上部に電波塔を模した線が生え、腹部にはCBCのロゴが入っている。
なお中京テレビでも開局当時、同名の「宇宙坊や」というキャラクターが存在した。
- ぱっか馬之助
- しび しだぞう（しび氏）[注釈 39]
  - しび犬
- 子龍ちゃん（ころんちゃん） - 1世代前のマスコットキャラクターで、その名の通り小さな竜の子供である。声は松本梨香[26][27]→小高直子（CBCアナウンサー）。2006年（平成18年）2月4日より正式に採用。作者は『はなかっぱ』などでおなじみの絵本作家のあきやまただし。2008年（平成20年）10月22日にはCD『まんまるころんちゃん』発売。中部日本放送からテレビ放送事業がCBCテレビに移行するまでの間、デジタル放送の受信機表示アイコンにも使用されていた。
  - 花龍（かろん）ちゃん
  - ぶひつじ
  - ビェーバー
  - ぼやぎ
  - コラス
- 5っちゃん - 2014年（平成26年）4月に登場した、CBCテレビの番組宣伝キャラクター。肩書きは「CBCテレビ番組PR部長」で、リモコンキーIDの「5」の被り物にスーツ姿。
- ニーナ・ロクマル - 2016年（平成28年）にテレビ放送開始60周年を迎えることを記念して企画されたプロジェクト、「60（ろくまる）サンキュー!」の公式キャラクター。ニーナは宇宙から来たウサギ型生物（女性）で、ロクマルは惑星のたまご（男性）である。
- シェアシェア - 2023年（令和5年）1月1日（元日）に誕生した、パンダをモチーフにしたCBCの新公式キャラクター。2022年4月から使われているCBCのキャッチコピー「NOW ON SHARE!」に込めた「エリアのみなさんと様々な瞬間をわかちあいたい」という思いをキャラクターとしてビジュアル化した。特技は、うれしいことから心配なことまで、様々な気持ちや瞬間をみんなとシェアすること。口癖は「シェアわせ〜」[28]。

## 歴代キャッチフレーズ
- ハートにオンエア CBC
- DelaSosol CBC
- CBC & you
- 君のハートが聞こえてくるCBC
- その手があったか! CBC
- テレビ道 CBC - TBSテレビの当時のキャッチコピーと同じ物を使用。
- 愛や恋や CBC
- 秋や恋や CBC
- よそ見しちゃいや CBC
- ぱっかウケ CBC
- @（あっと）言わせる CBC
- なかよしびし CBC
- あそびごころん CBC
- 劇変宣言 CBC - 2009年春の番組改編の際に使用。
- ロココロ CBC 60th anniversary - 2010年春より使用。創立60周年記念キャッチフレーズ。
- ぴたっ。 CBC〜ずっといっしょに。 - 2012年春より使用。
- 春、ゴゴ、変われCBCテレビ - 2013年春の番組改編の際に使用。キャンペーンキャラクターに森高千里を起用。
- 5いっしょに CBCテレビ - 2015年春の番組改編の際に使用。
- 未来にワクワクを CBC 70th Anniversary - 2020年春より使用。　創立70周年記念キャッチフレーズ。
- NOW ON SHARE! CBC - 2022年春より使用。

## 中日ドラゴンズとの関係
中日ドラゴンズの応援歌『燃えよドラゴンズ!』は、実は中日ドラゴンズの球団歌でも公式応援歌でも無い、単なる歌謡曲である。正確にはCBCラジオの企画物で、1974年（昭和49年）当時愛知県安城市出身・東京都在住の駒沢大学学生・山本正之（現・作曲家）が作った『月光仮面』の替え歌を、平日昼のワイド番組『ばつぐんジョッキー』内で中日ドラゴンズ応援バージョンに仕立て上げたもの。月曜担当のパーソナリティであった板東英二が歌ったこの歌は与那嶺中日の躍進と共に人気が上昇。
- CBCはこの歌に限らず、元々ドラゴンズとは同じ中日新聞を母体とした兄弟会社の間柄で、関係は深い。開局翌年の1952年（昭和27年）にNHK名古屋放送局（JOCK）を差し置いてラジオ独占中継権を獲得。しかしながら当時は現在と異なりナイター中継よりもすでにスポンサーが付いていた一般番組の放送の方が重んじられ、せっかくの中継権も塩漬けにせざるを得なかった。このため、CBCでは名古屋市内の各所に街頭有線ラジオを設置。中日スタヂアムからの野球中継を放送した。
- 1956年（昭和31年）のテレビ開局後も独占中継権を確保したが、1958年（昭和33年）に同じ中日系の東海テレビが開局し事態は一変。契約期間中にも拘わらず東海テレビも中継権を持つこととなり、反故にされた側のCBCは猛抗議し、一時は紛糾した。
- 毎週日曜日の午後にドラゴンズの情報番組『サンデードラゴンズ』を放送している。また毎年正月三が日にはドラゴンズの監督や選手のインタビュー番組『新春ドラゴンズ訪問』という新春特別番組が放送される。

2024年には、名古屋大学から2020年（令和2年）にドラゴンズへ投手（育成選手）として入団していた松田亘哲が、CBCテレビに中途採用扱いで入社している。松田は名古屋大学の出身者としては初めてのプロ野球選手であったが、2023年のレギュラーシーズン終盤に球団から戦力外通告を受けたことを機に、現役を引退したうえで同年の11月に中途採用試験を受けていた。入社後は、2024年7月から『チャント!』のリポーターを担当。

## 地域ニュースの動画配信
- 東海3県（愛知県・岐阜県・三重県）のニュースはCBCニュースのYouTubeチャンネルで動画配信。

## アナウンサー
2014年4月1日をもって、中部日本放送所属のアナウンサー（報道・制作センターアナウンス部）はCBCテレビへ全員が自動転籍（報道・制作センターアナウンス部）したが、認定放送持株会社の移行に伴ってグループ会社（兄弟会社）となるCBCラジオの番組にも同社へ番組ごとに出向する形で従来通り出演することになっている。
気象予報士の資格を持っているアナウンサーが多数在籍しており、他局にはない特徴であると言える。
※はアナウンス部長経験者。

### 現在
入社順。

#### 男性
- 1984年 塩見啓一（2012年7月 - 2014年6月まではスポーツ部長）※
- 1985年 重盛啓之（アナウンス部デスク、2002年4月 - 2008年6月まではラジオ制作部）、水分貴雅※
- 1989年 竹地祐治【総合編成局兼務】（妻は小高直子。2000年 - 2024年3月までは報道部、経営企画部などに所属。2024年4月アナウンス部に復帰）
- 1992年 角上清司（2016年7月から2025年6月まではアナウンサー業から離れる。2025年7月にアナウンス部に復帰）
- 1993年 高田寛之（アナウンス部部長）
- 1994年 大石邦彦【報道部兼務】（2023年7月から論説委員を兼任）
- 1996年 沢朋宏（気象予報士）
- 1997年 宮部和裕
- 1998年 若狭敬一
- 2004年 西村俊仁（2011年 - 2016年6月はスポーツ部に所属し、スポーツ関連番組のみアナウンサー業を継続、2016年7月アナウンス部に復帰）
- 2008年 永岡歩
- 2017年 榊原悠介、光山雄一朗
- 2021年 松本道弥
- 2023年 佐藤楠大
- 2024年 瀧川幸樹

#### 女性
- 1992年 小高直子
- 1995年 渡辺美香
- 1997年 加藤由香
- 2006年 南部志穂
- 2007年 夏目みな美、古川枝里子（気象予報士）
- 2010年 柳沢彩美、吉岡直子
- 2020年 齊藤初音
- 2024年 小川実桜（気象予報士）、友廣南実（気象予報士、元朝日放送テレビ『newsおかえり』お天気キャスター）[31]、中村彩賀

### 夜勤・早朝勤担当アナウンサー
- 桐生順子（社員アナウンサーの穴埋めとして担当。2025年現在は金曜 - 土曜の深夜早朝担当）
- 山本衿奈（こちらも同様。2024年4月から2025年3月は土曜 - 日曜、2025年4月からは日曜 - 月曜の深夜早朝担当）

### 異動・退職したアナウンサー
●は故人（在職中に死去した人物も含む）。

#### 男性
- 1950年 
  - 今泉洋●（中部日本放送放送劇団1期生、後に俳優活動。2002年7月死去）
- 1951年 
  - 宇井昇●（ - 1959年、民放第一声アナウンサー。2008年3月死去[32]）
  - 栗谷俊男（中部日本放送放送劇団1期生）
  - 玉井亮三
  - 津島民雄
  - 茂木乾一郎
  - 谷田部敏夫（NHKより移籍）
- 1952年 
  - 田中良一●（専務取締役を歴任。2014年9月死去[33][34]）
- 1956年 
  - 竹内博
- 1957年 
  - 草柳伸一※●（2015年9月死去[35]）
  - 日比英一※●（報道局論説委員長、常務取締役→常任参与。2016年10月死去[36][37]）
- 1958年 
  - 野垣敬
- 1959年 
  - 後藤紀夫（ - 1997年1月定年退職）
  - 山内光男
- 1961年 
  - 島田良夫（ - 1964年、→地元局のテレビ東京）
  - 西澤暲（ラジオ大阪より移籍。1968年よりフリーアナウンサー）
- 1962年
  - 朝比久雄
- 1963年 
  - 田口豊太郎（ - 2000年5月定年退職）
- 1964年 
  - 高橋俊次
- 1967年 
  - 荒川戦一※（ - 2003年9月定年退職）
  - 島津靖雄※（南山大学短期大学部教員を経て、フリー）
  - 福井豊治●（ - 1983年、→テレビ愛知契約アナ。1994年7月死去）
  - 三久保角男※
  - 村井秀樹
- 1969年
  - 岸佳弘●（1995年11月死去）
  - 高桐皓路
  - 中島公司※（後に重役）
- 1972年 
  - 多田しげお※（ - 2009年、2010年 - 2014年は特別職として所属。2015年よりフリーアナウンサー）
- 1973年 
  - 小堀勝啓（ - 2015年6月末、同年7月よりフリーアナウンサー）
- 1975年 
  - 久野誠（ - 2017年12月末）
- 1979年 
  - 宇都宮秀則※
- 1980年 
  - 冨田和音（ - 2019年7月末、1998年 - 2013年7月までは報道局、2019年 - 2023年までは稲沢市議会議員）
- 1981年 
  - 若林健治（ - 1984年、地元局の日本テレビ→フリーアナウンサー）
- 1983年 
  - 和田弘志（ - 2020年）
- 1984年 
  - 横地昭仁（論説委員）
- 1987年
  - 黒江恵助
- 1988年 
  - 岩井富士夫（ラジオ制作部プロデューサー）
  - 遠藤雅也（ - 1997年、後にアナウンサーとして北海道テレビへ移籍）
  - 大園康志（報道局、アナウンサー時代からドキュメンタリー番組のプロデューサーやディレクターも担当。2024年4月現在は報道部専任部長）
- 1989年 
  - 熊谷章洋（フリーキャスター、圭三プロダクション所属）
- 1990年
  - 伊藤敦基（スポーツ部）
  - 牛嶋俊明（FM岡山ナビゲーター）
- 1991年 
  - 吉岡伸悟（ - 1996年、NHK→東日本放送アナウンサー）
- 1992年 
  - 中西直輝（報道局記者）
  - 森合康行※（ラジオ編成部→アナウンス部長→営業局営業部長）
- 1994年 
  - 日角真（報道局記者）
- 1996年 
  - 桜沢信司（ラジオ制作部ディレクター→報道部、気象予報士）
- 1997年 
  - 青山高明（報道局記者）
- 2000年 
  - 石井亮次（ - 2020年3月末、在職中から担当していた『ゴゴスマ』のMCを、2020年4月以降もフリーアナウンサーとして継続）
- 2009年 
  - 小川健太（報道部[38]、2023年12月からJNNロサンゼルス支局へ特派員として赴任中）
  - 佐藤幹朗（ - 2011年）
- 2013年 
  - 江田亮（ - 2022年12月）
- 古賀良彦
- 武田光司
- 近藤治一
  - アナウンサーとして採用されたものの、数年後にラジオ制作部のディレクターへ異動。『ばつぐんジョッキー』の立ち上げ（1968年）に際しては、「漫画トリオ」（横山パンチ名義）での芸能活動を経て個人活動を始めたばかりの上岡龍太郎をパーソナリティへ抜擢した。上岡がラジオパーソナリティとして絶大な人気を得るに至ったのは、「近藤から『ばつぐんジョッキー』のパーソナリティオーディションを兼ねた番組に起用されたことがきっかけ」とされていて、自身もそのことを生前に言及している[39]。

#### 女性
- 1951年 
  - 稲蔭千代子●（ - 1966年2月末、元NHK。CM課長などを歴任。1980年10月死去[40]）
- 1957年 
  - 斎藤悠子（ - 1996年11月定年退職）
- 1958年 
  - 伊藤和子
- 1961年 
  - 宮崎絢子（ - 1964年、→地元局のテレビ東京）
- 1963年 
  - 松ヶ崎敬子（旧名:井藤敬子、中部日本放送放送劇団3期生)
- 1973年 
  - 多田明子
- 1975年 
  - 宇佐美百合子
- 1977年 
  - 木村奈保子（ - 1979年、映画評論家）
  - 八島洋子（ - 1984年、退職後は地元局の毎日放送に在籍、ASKA（CHAGE and ASKA）の元妻）
- 1979年 
  - 木村愛子（→フリーアナウンサー）
- 1980年
  - 中尾朋子
- 1981年 
  - 小西雅子
  - 颯田圭子
  - 桐生郁子
  - 藤原淳子
- 1983年 
  - 川島里美
  - 杉山りゑ
  - 古木淑恵（『サンデードラゴンズ』初代アシスタント）
- 1985年 
  - 多田仁美
  - 福島敦子（ - 1988年、キャスター・エッセイスト、実妹は元TBSアナウンサーでイチローの妻でもある福島弓子）
  - 松山香織（ - 1991年、元ジャーナリスト）
- 1987年 
  - 金高麻里
  - 鷲塚美知代（ - 1994年、退職後も2005年10月 - 2008年3月『久野誠のドラゴンズワールド』、2013年10月 - 2014年3月『多田しげおの気分爽快!!朝からP・O・N』、CBCラジオの星野仙一、高木守道の追悼特別番組などに出演）
- 1988年
  - 加藤美紀※（現姓：原、ラジオ編成部→アナウンス部長→不明）
  - 杉浦憲子
  - 槇徳子（ - 1991年、テレビ東京→現在はコンピュータプログラム会社の社長）
- 1989年 
  - 磯和睦美
  - 四村芽以子
  - 佐々木都希子（ - 1994年、現姓：大橋、地元局のFM岩手パーソナリティー）
  - 平野裕加里（ - 1992年、フリーアナウンサー・LIBRA所属）
- 1990年
  - 河野夏紀（ - 1997年）
  - 柳川薫（ - 1999年）
- 1991年 
  - 阿部恵（ - 1998年、フリーキャスター、リポーター）
  - 加藤千佳（ - 2005年）
  - 瓶子和美（ - 1994年、フリーアナウンサー）
- 1992年 
  - 角田美保（ - 1995年、現姓：水野、クリエイションともだち静岡オフィス→ボイスアルファ所属）
  - 原元美紀（ - 1996年、フリーアナウンサー（セント・フォース）→無所属））
- 1993年 
  - 神尾純子（番組宣伝部→広報部→広報部長→総合編成局番組審議会事務局長）
  - 浅野信子（ - 1998年、現姓：加藤）
- 1994年 
  - 相羽装子（ - 1997年）
  - 中橋かおり（社長室人事部→東京支社）
  - 吉村洋子（ - 2002年?）
- 1995年 
  - 小川明子（ - 1998年、現・名古屋大学大学院情報学研究科准教授）
  - 森麻緒（ - 1998年）
- 1996年 
  - 加藤小百合（スポーツ局→秘書室→CBCクラブ事務局）
  - 重松和世（ - 2009年、2002年に東京支社テレビ編成部へ異動、フリーアナウンサー・メディア・スタッフ所属）
  - 丹野みどり（ - 2013年9月末、フリーアナウンサー・セントラルジャパン→丹野みどりアナウンス事務所。衆議院議員（国民民主党所属）（2024年 - ））
- 1997年 
  - 住田都史子（ - 2001年）
  - 和田あい（ - 1999年、大学在学時に『やじうま6』（テレビ朝日系）に天気キャスターとして出演、現姓：西尾、フリーアナウンサー）
- 1998年 
  - 大橋麻美子（ - 2002年、フリーキャスター・圭三プロダクション→NTB→無所属。フリー転身後の2016年2月から2024年9月までは深夜早朝のニュース担当）
- 1999年 
  - 萩野朋美
  - 丸山蘭那（広報部→事業部→広報部）
- 2000年 
  - 青木まな（報道部）
- 2003年
  - 青池奈津子（ - 2006年）
  - 占部沙矢香
- 2007年 
  - 氏田朋子（ - 2014年6月末、フリーアナウンサー・ニチエンプロダクション→無所属）
- 2013年 
  - 阿部優貴子（ - 2016年9月末、フリーアナウンサー・セント・フォース所属）
- 2017年 
  - 田中優奈（テレビ編成部）
  - 山内彩加（ - 2025年5月末（2024年11月から体調不良により長期休養））
- 2019年
  - 加藤愛（ - 2024年9月末、フリーアナウンサー（無所属））
- 稲葉弘子●
- 大谷真由美
- 岡田ユリ子（のちにプロデューサーを経て退職。退職後は石川県七尾市在住[41]）
- 柏木頼子
- 黒田裕美子
- 篠田百合子
- 白木章子
- 関本すみれ
- 中村仁美（同姓同名のフリーアナウンサーとは別人）
- 杉浦秀子
- 寺嶌しのぶ（元野球選手・宇野勝の妻）
- 西脇冴子
- 豊田久美子
- 味岡利枝

## 備考
- 公式サイトのアドレスは「hicbc.com/tv/」となっている。アドレス表記はデザイン化されており、ホームページ上や番組内でのアドレス紹介の際に独自のフォントで描かれたアドレスが見られる。なお、各種メールアドレス等においてはco.jpドメインである「cbc-tr.co.jp」（中部日本放送自身が取得）を使用しているほか、同局の英語版ホームページである『CBCグローバルサイト』では.jpドメインを使用している。
- テレビ放送は福井県大野市の一部（TBSテレビ系列がないため）でも共同受信施設（岐阜県郡上中継局から受信したもの）により同じ中京広域圏局のメ〜テレと福井県の民放（福井放送、福井テレビ）、NHK福井放送局とともに視聴することができる。なお、地上デジタル放送開始後も再送信はアナログ放送のみとなり、デジタル放送は民放連の方針や地元局の圧力で中京広域圏局の再送信は行われない。
- 夜間における緊急事態発生に備え、アナウンサー1人と制作・技術・報道部門のスタッフ数人が局に毎日交替で泊まり込む「宿直勤務制度」を実施している（時間は18:00 - 翌朝10:00）。
- 2006年（平成18年）1月、開局55周年を記念してCBCのマスコットキャラクターが「しびしだぞう」から「子龍（ころん）ちゃん」に変更された。「子龍ちゃん」のキャラクターデザインは、アニメ『はなかっぱ』の作者として知られる絵本作家でイラストレーターのあきやまただしが手掛けた。
- 開局55周年記念のキャンペーンソングは夏川りみが歌う「未来」。CBCテレビ・ラジオのIDスポットで2006年（平成18年）2月から1年間この曲が流された。なお『未来』は2006年（平成18年）8月23日にCDが全国で発売された。
- BSチャンネル「J SPORTS」のプロ野球中継番組『J SPORTS STADIUM』の制作（中日ドラゴンズ主催のうち地上波で中継されるカードのみを、BS向けに裏送り制作）を東海テレビとともに委託されている。なお、CBCテレビ・東海テレビともに同一の放送スタイルで、同一のテロップデザインを使用している。
- 『なるほどプレゼンター!花咲かタイムズ』での不祥事をきっかけに、自社内で再発防止委員会を設置し、新入社員が取材方法を相談できる制度を2010年（平成22年）4月より導入することも明らかにしている[42]。
- 中部国際空港（セントレア）には、"The first commercial broadcasting station in Japan（日本初の民間放送局）"と、英文で記されている、同社の広告が設置されている。
- キー局のTBSテレビが制作する金曜ドラマ枠で2010年（平成22年）10月期に放送されたテレビドラマ『SPEC〜警視庁公安部公安第五課 未詳事件特別対策係事件簿〜』および続編の映画『劇場版 SPEC〜天〜』の劇中で「中部日本餃子のCBC」という中華料理店（ロゴも中部日本放送のものをアレンジして使用。店主も名古屋出身の設定）が登場する。なお、中部日本放送はドラマの放送や映画の製作委員会に参加している以外の直接的関係はないが、この件については愛知県育ちの監督・堤幸彦ならではとして、中部日本放送公式サイト内のブログでも紹介されている[43]。
- 中部日本放送からCBCテレビへの分社化後も、TBSニュースバードで放送している『JNN発 列島ニュース』では2014年（平成26年）10月まで、旧社名のCBC中部日本放送のままとなっていた他、『JNN WEBSITE』では2014年（平成26年）12月まで旧社名のCBC中部日本放送のままとなっていた。

## 不祥事・批判
- 2010年（平成22年）1月23日放送の『なるほどプレゼンター!花咲かタイムズ』のコーナー「わかりマックス」にて、「栄のギャルに大ヒット「ピンドン」って何？」という女性向けフリーペーパー『なごや嬢PiN☆DoM』の認知度を訊ねる街頭インタビューを受けた女性がフリーペーパー関係者であるとの指摘を視聴者から受け、CBCが謝罪した[44]。またその後、BPOにCBC側から提出された調査報告書によると、「担当ディレクターにやらせの意識があった事が判明」し[45]、委員からは「このような番組制作の手法は見逃せない」という意見が相次いだ。その後、CBCは社内調査委員会での検証結果に基づき、担当ディレクターなど関係者9人を懲戒処分したと発表した。さらに、夏目和良代表取締役会長（当時）ら役員4人は自主的に報酬を返上することも明らかにしている[42]。また、この件をきっかけに自社内に再発防止委員会を設置し、新入社員が取材方法を相談できる制度を同年4月から導入することも明らかにしている[42]。なお、「わかりマックス」のコーナーは同年3月27日放送分をもって終了し、4月3日放送分からは「うなずキング」と改題して行われている（内容は同じである）。
- 2019年（令和元年）7月10日、自民党の和田政宗参議院議員が、仙台市で参院選の演説をしていたところ、男から暴行を受け、第三者が撮影していたために胸のあたりを和田議員が何度も強く押されている映像も残っている。しかし、CBC報道部の公式Twitterアカウントは、2019年（令和元年）7月13日に和田議員の公式アカウントへ「ちょっと小突かれただけで、暴行事件とは。大げさというより、売名行為」というリプライツイートをした[46][47]。個人アカウントとの切り替えミスの誤爆と指摘されている。今回の事例のために、CBCテレビ報道部内部が自民党に対して批判的であることが知れ渡ってしまった[47]。その後、該当ツイートは削除され[47][48]、その時点でCBC報道部公式アカウントは「CBC報道部の意思ではない」と公表し、「（7月14日時点では）アクセス権のある報道部員が投稿した形跡は確認できなかった」と説明していた[48][49]。
  - 2019年（令和元年）7月25日、CBCは自社サイトを更新し、7月24日にCBCテレビ代表取締役社長の林尚樹が、和田と仙台市で面会し、不適切な投稿について謝罪し、調査の状況を説明したと報告した。投稿については、自社の関係者による投稿と判断し、対象者の幅を広げて更に調査をしているという[50]。しかし、和田は謝罪を受け入れておらず、ホームページに「和田政宗参議院議員に謝罪」と一方的に書いているのは心外であると語っている。和田によれば、訪問した林は、謝罪よりも先に、謝罪が選挙後になったことについて「選挙の公正と公平を考え、選挙後に来ました」という説明から開始したという。和田は、この訪問について「被害を受けた相手のことを考えるよりも、自分達の論理を優先するというとんでもないこと」と批判している[51]。
- 2024年（令和6年）9月19日に放送された東海地区のローカルニュースで、四日市市で白骨化した遺体が見つかった事件について、死体遺棄容疑で逮捕された容疑者として容疑者の親族を取り違えて放送した。親族の関係者から指摘があり発覚した。写真はSNSを通じて入手し、複数の関係者に容疑者本人かどうかを確認していたが、誤りに気付かなかったという。CBCは「多大なご迷惑をおかけし、深くおわび申し上げる。チェック体制を強化し、再発防止の徹底に努める」とコメントを出した[52]。